# نزدیتسه
نزدیتسه (به چکی: Nezdice) یک منطقهٔ مسکونی در جمهوری چک است که در Plzeň-South District واقع شده‌است. نزدیتسه ۶٫۳۷ کیلومتر مربع مساحت و ۲۰۸ نفر جمعیت دارد و ۳۶۸ متر بالاتر از سطح دریا واقع شده‌است.